# 大贵镇 (平利县)
大贵镇，是中华人民共和国陕西省安康市平利县下辖的一个乡镇级行政单位。

## 行政区划
大贵镇下辖以下地区：
后湾村、百家湾村、广兴寨村、儒林堡村、嘉峪寺村、半边街村、毛坝村、杨家沟村、柳林坝村、湘子寨村和淑河村。